# Gueudecourt
Gueudecourt is een gemeente in het Franse departement Somme (regio Hauts-de-France) en telt 102 inwoners (2009). De plaats maakt deel uit van het arrondissement Péronne.
In de gemeente bevindt zich een van de vijf Newfoundland Memorials die opgericht werden ter ere van Newfoundlandse gesneuvelden uit de Eerste Wereldoorlog.

## Geografie
De oppervlakte van Gueudecourt bedraagt 4,8 km², de bevolkingsdichtheid is dus 21,3 inwoners per km².
De onderstaande kaart toont de ligging van Gueudecourt met de belangrijkste infrastructuur en aangrenzende gemeenten.

## Demografie
Onderstaande figuur toont het verloop van het inwonertal (bron: INSEE-tellingen).